# Mesoprionus angustatus
Mesoprionus angustatus (лат.) — вид жуков из подсемейства прионин семейства жуков-усачей.

## Описание
Дольки третьего членика передних лапок почти также вытянуты, как и на задних. Надкрылья слабо морщинистые.